# Eugen Leo Lederer

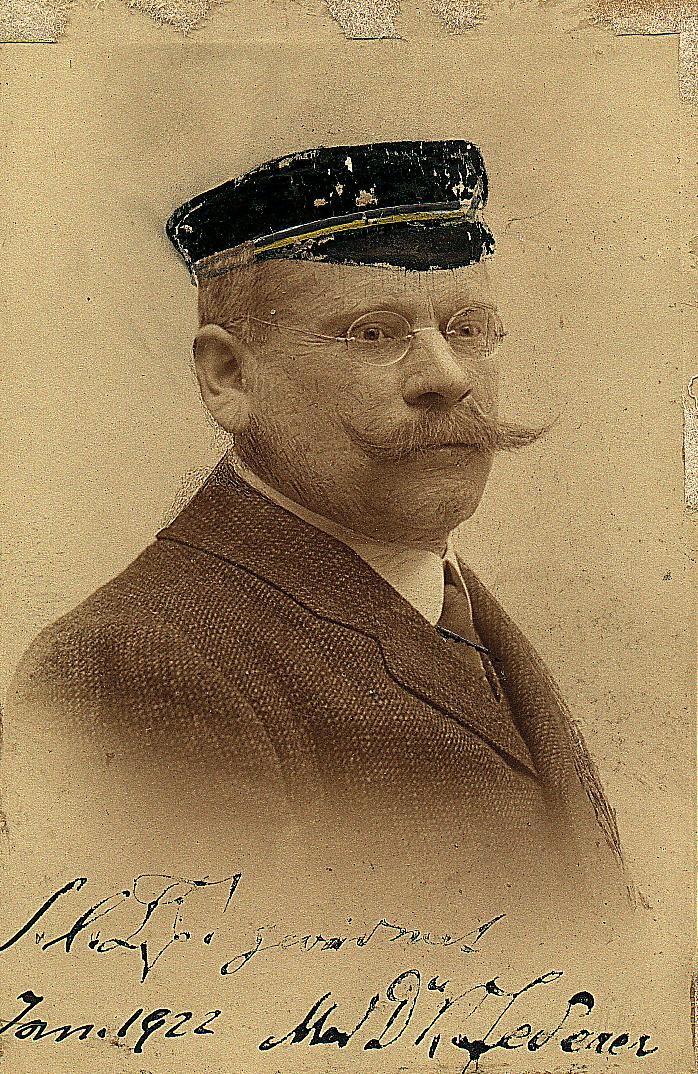
Lederer als Alter Herr des Corps Austria (1922)

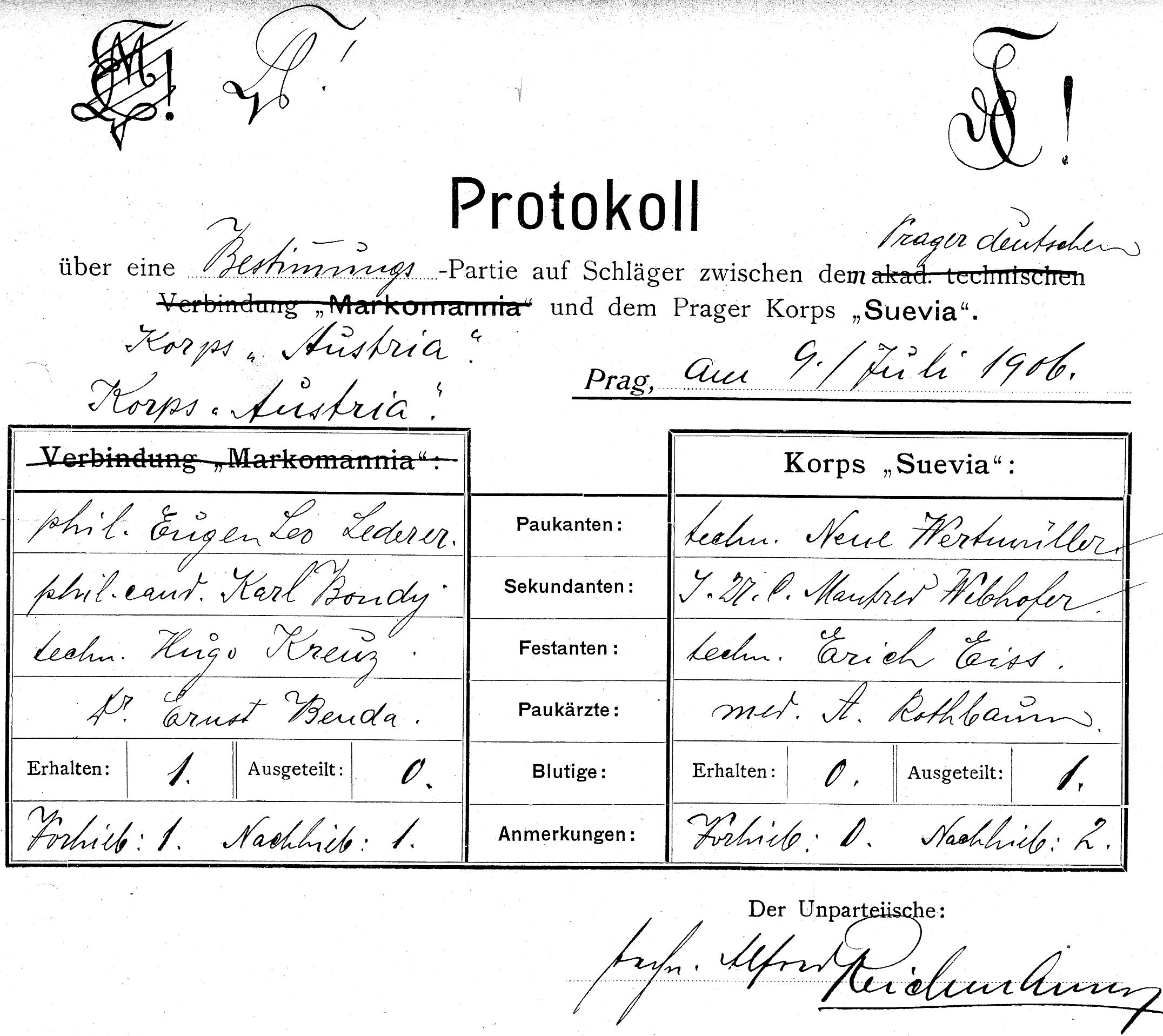
Protokoll über eine studentische Mensur von Lederer

Eugen Leo Lederer (* 7. April 1884 in Podersam, Böhmen; † 13. April 1947 in Zandvoort, Nordholland) war ein deutscher Chemiker.

## Leben
Lederer schloss in Teplitz-Schönau das Gymnasium ab und studierte von 1904 bis 1908 Chemie an der Universität Prag, wo er auch Mitglied des Corps Austria wurde, und schloss die akademische Ausbildung mit der Promotion zum Dr. phil. ab. Er war zunächst ab 1913 als Lehrer an einem Gymnasium in Prag-Weinberge tätig. In dieser Zeit stand er auch in wissenschaftlichem Austausch mit Niels Bohr.
Lederer diente im Ersten Weltkrieg zunächst als Leutnant einer Maschinengewehrabteilung, wurde bis zum Hauptmann befördert und erhielt unter anderem als Auszeichnung das Ritterkreuz des österreichischen Franz-Joseph-Ordens verliehen. 1922 bis 1924 war er Chemiker bei der „Chemische Fabriken Victri-Krewel AG“ in Hamburg-Altona und ab Ostern 1926 Lehrer für Mathematik, Physik und Chemie in Hamburg. Er habilitierte sich 1932 an der TH Braunschweig und war dort anschließend als Privatdozent für Chemie und Technologie der Fette und Öle tätig. Die Zulassung als Privatdozent wurde ihm wegen seiner jüdischen Herkunft durch Verfügung vom 6. Mai 1933 unter Bezug auf das Gesetz zur Wiederherstellung des Berufsbeamtentums mit sofortiger Wirkung entzogen; zur Bestellung als Professor kam es deshalb nicht mehr. 1939 emigrierte er in die Niederlande. Dort versuchten er und seine Frau Dr. med. Valerie Lederer (geb. 1886 in Prag) nach Brasilien auszuwandern. Beide wurden nach der deutschen Besetzung verhaftet und zunächst in das Schutzhaftlager Amersfoort, dann in das Durchgangslager Westerbork gebracht, bevor sie schließlich in das Ghetto Theresienstadt kamen. Dort überlebte er und kehrte am 21. Juni 1945 in die Niederlande zurück.

## Werke
- Kapillariatätserscheinungen an schmelzenden Metallen. 1912. (Fundstelle)
- Kolloidchemie der Seifen. Dresden: Verlag Theodor Steinkopff, 1932, DNB 366536788.